# 竹下陽平
竹下 陽平（たけした ようへい、1973年（昭和48年）5月11日 - ）は、フジテレビのアナウンサー。

## 来歴・人物
東京都出身。法政大学第一高等学校（現：法政大学高等学校）、法政大学経営学部卒業後、1996年にフジテレビへ入社。河田町本社時代最後の新人アナであり、同期の佐々木恭子、藤村さおりと共にフジテレビ河田町局舎最後の「FNSの日」で新人アナとして紹介されている。
現在はスポーツアナウンサーとして、F1グランプリや格闘技などの中継を担当している。北京オリンピック（2008年）やロンドンオリンピック（2012年）では、（フジテレビ以外の放送局での中継分を含む）テレビ中継の実況アナウンサーとして、ジャパンコンソーシアムへ派遣。北京ではバレーボール、ロンドンでは柔道・女子マラソン・女子バレーボール・新体操の実況をそれぞれ担当した。また、2000年以降は、毎年4月の新人アナウンサー披露で司会を務めている。
F1グランプリの実況では、かつて地上波で放送されていた中継において、状況を説明せずに番組が作ったフレーズを連発しながら絶叫することが多かった。その一方で、2009年から2011年まで、F1日本グランプリの実況（地上波）を担当した。
2020年1月1日に、後輩アナの紹介で知り合った一般女性と結婚した。
2022年10月3日の東京ヤクルトスワローズ対横浜DeNAベイスターズ戦（明治神宮野球場）で村上宗隆の日本人選手シーズン最多本塁打となる56号の達成の瞬間を実況した（ただし地上波では放送されず）。
好物はさくらんぼ。
2023年6月28日付で局次長待遇に昇進。

## 現在の出演番組
- スポーツ中継（ゴルフ・フォーミュラ1・バレーボール・陸上競技・格闘技など）
- プロ野球ニュース（試合結果報告キャスター）

## 過去の出演番組
報道番組
| 期間          | 期間          | 番組名                      | 役職                              | 担当日     |
| ------------- | ------------- | --------------------------- | --------------------------------- | ---------- |
| 1997年3月31日 | 1999年3月31日 | FNNニュース3:50             | 吉崎典子→阿部知代・森昭一郎の代役 | 平日       |
| 2000年4月3日  | 2002年3月29日 | チャンネルα                 | 『チャンネルαニュース』キャスター | （交替制） |
| 2004年10月5日 | 2006年6月27日 | FNNレインボー発・あすの天気 | キャスター                        | 火曜日     |

担当実況・特別番組など
- FNSの日・1億2500万人の超夢リンピック（第10回の提供読みを担当。FNS系列局聖火リレーでは上司の露木茂のサポートランナーとして同期の佐々木、藤村両アナと共に富久町から河田町のフジテレビ本社まで伴走した）
- 東京マラソン（2007年2月18日、バイク実況担当）
- 北京オリンピック（バレーボール実況）
- ロンドンオリンピック（柔道、女子マラソン、バレーボール、新体操実況）
- F1グランプリ
- attest 〜WEEKLY GOLF NEWS〜（2020年4月 - 2022年3月、MC）